# Treasures in the BOX
『Treasures in the BOX』は、2013年6月26日に発売された村田和人通算16作目のスタジオ・アルバム。

## 解説
UNIVERSAL MUSIC在籍時の最後のアルバム。

かつて他のアーティストに提供した作品をセルフカヴァーした企画色の強い作品。

これまでも、オリジナルアルバムに他人への提供曲のセルフカヴァーは収録されていたものの、そのほとんどが歌詞やタイトルを変更したものだった。

今作はそうした変更はされず、歌詞及び楽曲タイトルはそのままにセルフカヴァーされている。

## 収録曲
1. Beginner (1992年 詩子へ提供) 
作詞：田口俊、作曲：村田和人
2. 君たちのくれた夏 (1993年 田中友紀子へ提供)
作詞：安藤芳彦、作曲：村田和人
3. 学園のDIARY (1989年 児島未散へ提供)
作詞:児島未散、作曲：村田和人
4. 最後の夏休み (1993年 田中友紀子へ提供)
作詞：田口俊、作曲：村田和人
5. 上昇気流から I love you (1985年 香坂みゆきへ提供)
作詞：田口俊、作曲：村田和人
6. 渚へ (1988年 阿部寛へ提供)
作詞：松本隆、作曲：村田和人
7. Wow wo train (1985年 香坂みゆきへ提供)
作詞：小林和子、作曲：村田和人
8. Rainbow Maker (1993年 田中友紀子へ提供)
作詞：田口俊、作曲：村田和人
9. あいつがとまらない (1990年 吉田栄作へ提供)
作詞：吉田栄作、作曲：村田和人
10. マリンブルーの恋人たち (1986年 児島未散へ提供)
作詞：安藤芳彦、作曲：村田和人
11. MY DEAR ～ 親愛なる君へ (1989年 光GENJIへ提供)
作詞：森本抄夜子、作曲：村田和人

全編曲：村田和人